# Robert Martin (Mediziner)
August Julius Robert Martin (* 25. Januar 1864 in Düsseldorf; † 1929) war ein deutscher Marine-Generalstabsarzt.

## Leben
Robert Martin war ein Sohn des Kaufmanns Robert Martin und besuchte bis zu seinem Abitur zu Ostern 1883 das Gymnasium in Düsseldorf. Er studierte in Würzburg, München und Kiel Medizin.
Nachdem er am 19. Juli 1885 sein Physikum abgeschlossen hatte, trat er am 1. Oktober 1885 in die Kaiserliche Marine ein. Nach seinem Staatsexamen im März 1889, war er ab Oktober 1889 als Einjährig-Freiwilliger Arzt wieder in der Kaiserlichen Marine und wurde hier Ende März 1890 Assistenzarzt zweiter Klasse. Ende 1890 promovierte er am Pathologischen Institut in Kiel mit dem Thema Drei Fälle von primärer acuter flegmonöser Faryngitis und Laryngitis.
Am 30. Mai 1892 wurde er Assistenzarzt erster Klasse und kam Ende September 1892 auf die Hyäne. Zum Marine-Stabsarzt wurde er am 25. Mai 1895 (Patent vom 18. April 1895) befördert. Ende der Jahres kam er von Wilhelmshaven als Garnisonsarzt nach Helgoland.
Vom 3. Mai 1902 bis 19. November 1902 war er als Gouvernementsarzt Chefarzt des Lazaretts des Gouvernements Kiautschou.
Am 13. April 1914 wurde er zum Marine-Generalarzt befördert. Vom 7. März 1914 bis November 1916 war er  dann im Stab des Oberbefehlshabers der Ostseestreitkräfte und zugleich Inspektionsarzt bei der Inspektion des Torpedowesens und der Inspektion des Unterseebootwesens. Zum 17. November 1916 wurde er aus der Marine verabschiedet.
Am 7. Oktober 1921 erhielt er den Charakter als Marine-Generalstabsarzt verliehen.